# Ускоци (Стара Градишка)
Ускоци су насељено мјесто у Западној Славонији. Припадају општини Стара Градишка, у Бродско-посавској жупанији, Република Хрватска.

## Географија
Налази се око 1,5 км западно од Старе Градишке.

## Историја
Ускоци су се од распада Југославије до маја 1995. године налазили у Републици Српској Крајини. До територијалне реорганизације насеље се налазило у саставу бивше општине Нова Градишка.

## Становништво
Према попису становништва из 2011. године, насеље Ускоци је имало 100 становника.
| Демографија | Демографија | Демографија |
| Година      | Становника  | Становника  |
| ----------- | ----------- | ----------- |
| 1961.       | 237         |             |
| 1971.       | 212         |             |
| 1981.       | 179         |             |
| 1991.       | 180         |             |
| 2001.       | 132         |             |
| 2011.       |             | 100         |